# Marta Bastianelli
Marta Bastianelli (Velletri, 30 de abril de 1987) é uma ciclista profissional italiana. Estreiou como profissional em 2006. Em 2007 fez-se com o Campeonato Mundial em Estrada e um ano depois deu positivo; depois de vários recursos finalmente foi suspendida por dois anos. Depois da sua volta à competição em meados de 2008 não voltou a destacar até 2013.

## Palmarés
| - 2007 - 2.ª no Campeonato Europeu em Estrada sub-23 - Campeonato Mundial em Estrada - 2012 - 3.ª no Campeonato da Itália em Estrada - 2013 - 1 etapa do Tour Languedoc Roussillon - 2015 - 1 etapa do Giro da Toscana-Memorial Michela Fanini - 2016 - Omloop van het Hageland - GP della Liberazione PINK - 2 etapas do Trophée d'Or Féminin - 2017 - GP della Liberazione PINK - 1 etapa da Emakumeen Euskal Bira - 1 etapa do Giro d'Italia Feminino - Grande Prêmio Bruno Beghelli - 2018 - 1 etapa da Setmana Ciclista Valenciana - Gante-Wevelgem - Grande Prêmio de Dottignies - Flecha Brabanzona - Troféu Maarten Wynants - 1 etapa do BeNe Ladies Tour - Campeonato Europeu em Estrada - 1 etapa do Premondiale Giro Toscana Int. Femminile-Memorial Michela Fanini | - 2019 - Omloop van het Hageland - Tour de Drenthe - Volta à Flandres - Graça-Orlová, mais 2 etapas - 1 etapa do Tour de Turingia feminino - Campeonato da Itália em Estrada - Postnord Vårgårda WestSweden RR - 1 etapa do Tour Cycliste Féminin International de l'Ardèche - Grande Prêmio Bruno Beghelli - 2020 - Volta à Comunidade Valenciana femininas |

## Resultados em Grandes Voltas e Campeonatos do Mundo
Durante a sua carreira desportiva tem conseguido os seguintes postos nas Grandes Voltas femininas e nos Campeonatos do Mundo em estrada:
| Carreira           | 2006 | 2007 | 2008 | 2009 | 2010 | 2011 | 2012 | 2013 | 2014 | 2015 | 2016 | 2017 | 2018 | 2019 |
| ------------------ | ---- | ---- | ---- | ---- | ---- | ---- | ---- | ---- | ---- | ---- | ---- | ---- | ---- | ---- |
| Giro d'Italia      | -    | 10.ª | 9.ª  | -    | -    | 77.ª | 53.ª | 70.ª | -    | 58.ª | 79.ª | 82.ª | Ab.  | -    |
| Tour de l'Aude     | -    | -    | -    | -    | -    | X    | X    | X    | X    | X    | X    | X    | X    | X    |
| Grande Boucle      | -    | -    | -    | -    | X    | X    | X    | X    | X    | X    | X    | X    | X    | X    |
| Mundial em Estrada | -    | 1.ª  | -    | -    | -    | -    | -    | -    | -    | 76.ª | 5.ª  | -    | -    | 7.ª  |

## Equipas
- Safi-Massa Zara-Manhattan (2006-2008)[4]
- Team Cmax Dize-a (2008)[5]
- Fenixs-Petrogradets (2010)[6]
- MCipollini-Giambenini (2011-2012)
  - S.C. MCipollini-Giambenini (2011)
  - MCipollini-Giambenini (2012)
- Faren (2013)
  - Faren-Let's Go Finland Team (2013) (até 30 de junho)
  - Faren-Kuota (2013)
- Aromitalia-Vaiano (2015)
- Alé Cipollini (2016-2018)
- Team Virtu Cycling Women (2019)
- Alé BTC Ljubljana[7] (2020)